# Yasuo Furuhata
Yasuo Furuhata (降旗康男, Furuhata Yasuo) est un réalisateur et scénariste japonais né le 19 août 1934 à Matsumoto dans la préfecture de Nagano et mort le 20 mai 2019, lauréat de l'édition 2000 de la Japan Academy pour son film Poppoya.

## Biographie
Yasuo Furuhata fait ses études à l'université de Tokyo.
Il a réalisé près de 50 films entre 1966 et 2017.

## Filmographie

### Comme réalisateur
- 1966 : Yōko, jeune délinquante (非行少女ヨーコ, Hikō shōjo Yōko?)[3]
- 1966 : Il n'y a pas de lendemain dans les lois de l'enfer (地獄の掟に明日はない, Jigoku no okite ni asu wa nai?)[4]
- 1967 : Gyangu no teiō (ギャングの帝王?)
- 1967 : Chōeki jūhachi-nen: Kari shutsugoku (懲役十八年 仮出獄?)
- 1968 : Gokuchū no kaoyaku (獄中の顔役?)
- 1968 : Uragiri no ankokugai (裏切りの暗黒街?)
- 1969 : Gendai yakuza : Yotamono no okite (現代やくざ 与太者の掟?)
- 1969 : Gendai yakuza : Yotamono jingi (現代やくざ 与太者仁義?)
- 1969 : Shin Abashiri bangaichi: Runin misaki no kettō (新網走番外地 流人岬の血斗?)
- 1970 : Nihon jokyō-den: Makka na dokyō bana (日本女侠伝 真赤な度胸花?)
- 1970 : Ninkyō kōbō shi : Kūmichō to daigashi (任侠興亡史 組長と代貸?)
- 1970 : Sutemi no narazumono (捨て身のならず者?)
- 1970 : Shin Abashiri bangaichi: Dai shinrin no kettō (新網走番外地 大森林の決斗?)
- 1970 : Shin Abashiri bangaichi: Fubuki no hagure ōkami (新網走番外地 吹雪のはぐれ狼?)
- 1971 : Gorotsuki mushuku (ごろつき無宿?)
- 1971 : Shin Abashiri bangaichi: Arashi o yobu shiretoko misaki (新網走番外地 嵐を呼ぶ知床岬?)
- 1971 : Shin Abashiri bangaichi: Fubuki no dai-dassou (新網走番外地 吹雪の大脱走?)
- 1972 : Nihon bōryoku-dan: Koroshi no sakazuki (日本暴力団 殺しの盃?)
- 1972 : Shin Abashiri bangaichi: Arashi yobu danpu jingi (新網走番外地 嵐呼ぶダンプ仁義?)
- 1973 : Shikima ōkami (色魔狼?)
- 1974 : Yoru no enka: Shinobi koi (夜の演歌 しのび恋?)
- 1978 : Fleurs d'hiver (冬の華, Fuyu no hana?)
- 1979 : Honjitsu tadaima tanjō (本日ただいま誕生?)
- 1979 : Waga seishun no irebun (わが青春のイレブン?)
- 1979 : Nihon no fikusā (日本の黒幕?)
- 1981 : Eki, la gare (駅, Eki?)[5]
- 1981 : Shikake-nin Baian (仕掛人梅安?)
- 1983 : La Taverne Chōji (居酒屋兆治, Izakaya Chōji?)[6]
- 1985 : Ma no toki (魔の刻?)
- 1985 : Le Démon (夜叉, Yasha?)[7]
- 1987 : Wakarenu riyū (別れぬ理由?)
- 1989 : Shōgun Iemitsu no ranshin: Gekitotsu (将軍家光の乱心 激突?)
- 1989 : Gokudō no onna-tachi: Sandaime anego (極道の妻たち 三代目姐?)
- 1989 : Les Copains d'abord (あ・うん, A un?)
- 1990 : Tasumania monogatari (タスマニア物語?)
- 1990 : Isan sōzoku (遺産相続?)
- 1991 : Don ni natta otoko (首領になった男?)
- 1992 : Kantsubaki (寒椿?)
- 1994 : Shin gokudō no onna-tachi: Horetara jigoku (新・極道の妻たち 惚れたら地獄?)
- 1995 : Kura (蔵?)
- 1997 : Gendai ninkyōden (現代仁侠伝?)
- 1999 : Poppoya (鉄道員?)
- 2001 : Le Chemin des lucioles (ホタル, Hotaru?)
- 2004 : Akai tsuki (赤い月?)
- 2007 : Tsukigami (憑神?)
- 2012 : Anata e (あなたへ?)
- 2013 : Shōnen H (少年H?)
- 2017 : Tsuioku (追憶?)

### Comme scénariste
- 1967 : Chōeki jūhachi-nen: Kari shutsugoku (懲役十八年 仮出獄?)
- 1971 : Shin Abashiri bangaichi: Fubuki no dai-dassou (新網走番外地 吹雪の大脱走?)
- 1999 : Poppoya (鉄道員?)
- 2001 : Le Chemin des lucioles (ホタル, Hotaru?)
- 2004 : Akai tsuki (赤い月?)

## Distinctions
Sauf indication contraire, les informations mentionnées dans cette section peuvent être confirmées par la base de données cinématographiques IMDb,  présente dans la section « Liens externes ».

### Récompenses
- Asia-Pacific Film Festival :

1990 : prix du meilleur film pour Les Copains d'abord
- Japan Academy Prize :

2000 : prix du meilleur réalisateur et du meilleur scénario pour Poppoya
- Kinema Junpō :

1982 : prix des lecteurs du meilleur réalisateur japonais pour Eki, la gare
2000 : prix des lecteurs du meilleur réalisateur japonais pour Poppoya
- Prix du film Mainichi :

1982 : prix des lecteurs du meilleur film pour Eki, la gare
1990 : prix des lecteurs du meilleur film pour Les Copains d'abord
1996 : prix des lecteurs du meilleur film pour Kura
2000 : prix des lecteurs du meilleur film pour Poppoya
2000 : prix du meilleur film pour Poppoya
- Festival des films du monde de Montréal :

2012 : mention spéciale du jury œcuménique pour Anata e
- Nikkan Sports Film Awards

2013 : prix Yūjirō Ishihara pour Shōnen H

### Nominations
- Japan Academy Prize :

1982 : prix du meilleur réalisateur pour Eki, la gare et Shikake-nin Baian
1990 : prix du meilleur réalisateur pour Les Copains d'abord, Gokudō no onna-tachi: Sandaime anego et Shōgun Iemitsu no ranshin: Gekitotsu
1996 : prix du meilleur réalisateur pour Kura
2002 : prix du meilleur réalisateur et du meilleur scénario pour Le Chemin des lucioles
2013 : prix du meilleur réalisateur pour Anata e
2014 : prix du meilleur film pour Shōnen H